# النا ایلینیخ
النا ایلینیخ (روسی: Еле́на Русла́новна Ильины́х؛ زادهٔ ۲۵ آوریل ۱۹۹۴) رقصنده روی یخ اهل روسیه است.
وی همچنین برندهٔ جوایزی همچون نشان دوستی شده‌است.

## زندگی شخصی
النا ایلینیک در آق‌تاو، قزاقستان به دنیا آمد و در مسکو، روسیه بزرگ شد. وقتی او دو ساله بود والدینش طلاق گرفتند.